# انتخابات سراسری لبنان (۲۰۲۲)
انتخابات سراسری در لبنان در ۱۵ مه ۲۰۲۲ برگزار شد این کشور چندین سال است که موضوع بی‌ثباتی سیاسی مزمن و همچنین یک بحران اقتصادی جدی بوده‌است که با انفجار ۲۰۲۰ که بندر بیروت را درنوردید و با تظاهرات گسترده‌ای علیه طبقه سیاسی مواجه شد، تشدید شده‌است.
حزب‌الله و متحدانش اکثریت پارلمانی خود را از دست دادند اما همچنان در انتخابات رئیس مجلس پیروز شدند. حزب نیروهای لبنانی به رهبری سمیر جعجع به موفقیت‌هایی دست یافتند و نامزدهای مستقلی که وعده اصلاحات را می‌دادند ۱۳ کرسی به دست آوردند.